# 島津忠寛
島津 忠寛（しまづ ただひろ）は、日向国佐土原藩第11代（最後）の藩主。通称は又之進、徳次郎、佐嘉郎。号は蠖堂。

## 生涯
文政11年（1828年）2月9日、第10代藩主・島津忠徹の三男として江戸三田邸にて生まれる。天保10年（1839年）、父の死去により跡を継いだ。藩政においては文武の発展、さらには藩財政再建のために藩内における産物の統制や専売制の導入、新田開発や造林、税制改革などを行なって一時は財政を好転させたが、藩札発行に失敗し、財政は悪化した。
慶応4年（1868年）の戊辰戦争では本家の薩摩藩に従って新政府側として参戦した。明治元年（1868年）6月、明治天皇より錦の御旗を賜る。その後の佐土原藩兵の上野戦争、さらに会津藩や米沢藩などとの戦いでの功績により、明治2年（1869年）に賞典禄として3万石を与えられた。同年の版籍奉還で知藩事となり、また、広瀬城の築城を開始し、佐土原城を破却した。明治4年（1871年）の廃藩置県で免官される。嫡男の忠亮は、子爵、次いで伯爵に叙され、麝香間祗候に列した。
明治29年（1896年）6月20日に死去した。享年69。

## 栄典・授章・授賞
- 1889年（明治22年）11月25日 - 大日本帝国憲法発布記念章[2]
- 1891年（明治24年）8月31日 - 従二位[3]
- 1896年（明治29年）6月19日 - 勲二等瑞宝章[4]

## 系譜
父母
- 島津忠徹（父）
- 随姫、祀姫、随真院 ー 島津斉宣の娘（母）

正室、継室
- 奥平昌高の娘（正室）
- 孝 ー 松平光庸の娘（継室）

側室
- あり

子女
- 島津忠亮（長男）
- 大村純雄[5]（次男）
- 島津啓次郎（三男）生母は側室